# 法比奧拉王后山脈
法比奧拉王后山脈（德語：Königin-Fabiola-Gebirge），又稱大和山脈（日语：／ Yamato Sanmyaku），是南極洲的山脈，由7座山峰組成，全長約140公里，該山脈在1960年10月8日由比利時探險隊發現，最高點是海拔高度2,470米的福島岳。
71°30′S 35°40′E / 71.500°S 35.667°E